# Sardzea diviselloides
Sardzea diviselloides är en fjärilsart som beskrevs av Hans Georg Amsel 1961. Sardzea diviselloides ingår i släktet Sardzea och familjen mott. Inga underarter finns listade i Catalogue of Life.